# PRQ (réseau informatique)
Pour les articles homonymes, voir PRQ.
PRQ (pour PeRiQuito AB) est une entreprise suédoise fondée en 2004 spécialisée dans l'hébergement réseau informatique.

## L'entreprise
Basée à Stockholm, PRQ appartient à Fredrik Neij et Gottfrid Svartholm, deux fondateurs de The Pirate Bay.
Une partie de son business model consiste à héberger la présence sur Internet de ses clients sans s'arrêter au fait que leurs contenus soient sujets à controverse. Selon le New York Times, « Les gens de The Pirate Bay ont l'habitude de tester toute forme d'autorité, y compris la police Suédoise, et PRQ est née de la volonté d'héberger des sites que d'autres entreprises refuseraient. ». Les services d'hébergement de PRQ ont été décrits comme étant « hautement sécurisés » et les clients sont reçus « sans poser de question ». L'entreprise a la réputation de ne demander que peu d'information à propos de sa clientèle et de ne conserver que peu voire pas de journalisation (logs) de sa propre activité. Fredrik Neij et Gottfrid Svartholm ont quant à eux la réputation d'avoir acquis un « savoir-faire considérable pour tenir à distance les attaques judiciaires ». Svartholm a déclaré : « Nous employons notre propre équipe juridique. Nous avons l'habitude de ce genre de situation. » dans une entrevue téléphonique. L'hébergement de The Pirate Bay a été la cause d'une célèbre descente de police.